# 高雄市立鳳甲國民中學
高雄市立鳳甲國民中學（英語：Kaohsiung Municipal Fengjia Junior High School），簡稱鳳甲國中，是一所位於高雄市鳳山區的國民中學。

## 歷史[2]
鳳甲國中，自1980年5月奉臺灣省高雄縣政府教育局核准創校，指定李富光先生擔任首屆校長，首屆招收學生六班，商借五甲國小教室上課。
2010年12月25日，因應五都升格改為「高雄市立鳳甲國民中學」。

## 歷任校長[2]
- 首任校長  : 李富光
- 第二任校長: 鄭阿雄
- 第三任校長: 陳振邦
- 第四任校長: 黃白蘭
- 第五任校長: 鍾建民
- 第六任校長: 蘇進源
- 第七任校長: 張永芬
- 第八任校長: 丁文祺(現任)

## 外部連結
- 高雄市立鳳甲國民中學（繁體中文）
- FengChia Index 高雄市立鳳甲國民中學 英文版網站（英文）
- http://www.kh.edu.tw/ （页面存档备份，存于）